# Aureliano Blanquet
Aureliano Blanquet (Morelia, Michoacán; 31 de diciembre de 1848 - Huatusco, Veracruz; 15 de abril de 1919) fue un militar mexicano. Es considerado como uno de los más crueles y sanguinarios que combatió al presidente Francisco I. Madero y lo aprehendió durante la Decena Trágica, junto con el vicepresidente José María Pino Suárez en 1913. 
En 1867, fue integrante del pelotón que fusiló al emperador Maximiliano de Habsburgo y a los generales Miguel Miramón y Tomás Mejía en el Cerro de las Campanas en Querétaro. Él le dio el tiro de gracia en el pecho al emperador posterior a la descarga inicial de fusilamiento, cuando ya estaba agonizando.[cita requerida]

## Inicios
Sus primeros estudios los realizó en el antiguo Colegio de San Nicolás de Hidalgo, (hoy Universidad Michoacana) en Morelia, Michoacán. En 1877 ingresó formalmente en el ejército como subteniente; aunque se dice que diez años antes, como joven civil incorporado a la lucha contra la intervención francesa, participó en el pelotón de fusilamiento de Maximiliano de Habsburgo, Miguel Miramón y Tomás Mejía, realizado en el Cerro de las Campanas en Querétaro.
Fue siempre leal al gobierno de Porfirio Díaz desde el Plan de Tuxtepec hasta su fin. Fue capitán primero durante la guerra de Castas, y de acuerdo a José Emilio Pacheco: "De él se contaba que después de la campaña de Quintana Roo desollaba a los rebeldes mayas y los abandonaba en la tierra quemada por el sol, además de otras atrocidades".

## Durante la Revolución Mexicana
Su odio por los revolucionarios se manifestó desde mediados de 1911 en Puebla. En julio de 1911, Blanquet era el comandante de las tropas federales acantonados en Puebla. Un grupo de hombres armados dispararon a sus rivales Maderistas huyendo hasta las barracas del ejército federal. El incidente irrumpió como una batalla total en la cual Blanquet derrotó a los Maderistas. 46 fueron asesinados, incluyendo mujeres y niños. Al día siguiente, Madero protegió la actuación de Blanquet de cualquier delito y acción judicial. Ordenó a los Maderistas radicales rendición y dejar las armas a los soldados federales de Blanquet y regresar a casa. El incidente en Puebla originó una tensión internacional después de la huida Maderista quienes asesinaron a expatriados alemanes y españoles quienes se interpusieron en su camino.[cita requerida]
Durante mayo de 1912 Blanquet sirvió bajo las órdenes del General Victoriano Huerta, mandando el 29.º Batallón de Infantería en el sorpresivo éxito de la revuelta Orozquista (comandada por el General Pascual Orozco contra el gobierno de Madero).[cita requerida]
En 1913 tuvo una intervención directa y fundamental en la Decena Trágica, al aprehender al presidente Francisco I. Madero y al vicepresidente José María Pino Suárez, lo que le valió figurar en el segundo gabinete de Victoriano Huerta como secretario de Guerra y Marina, hasta julio de 1914. Como tal, se encargó de dirigir la campaña contra el constitucionalismo desde la renuncia de Manuel Mondragón, a mediados de 1913. Su carrera militar la realizó por riguroso escalafón y en 1913 llegó a la cúspide, cuando obtuvo el grado de General de División.[cita requerida]
En junio de 1913, el general Huerta relevó al General Mondragón como Secretario de Guerra, sustituido por Blanquet. Ahora promovido en su rango militar a General de División. Blanquet tenía también el cargo de Ministro de Marina.[cita requerida]

## General de División
Victoriano Huerta lo asciende a General de División y después a Ministro de Guerra y Marina del 13 de junio de 1913 al 10 de julio de 1914. En 1914 se exilia en Cuba. Vuelve en 1919 para combatir al gobierno de Venustiano Carranza y muere cuando es perseguido por el Ejército Constitucionalista en el estado de Veracruz.[cita requerida]
En octubre de 1913 Huerta disolvió el Congreso y preparó un referéndum para legitimar su régimen como Presidente y Blanquet como Vicepresidente.[cita requerida]
Al triunfo de Venustiano Carranza, su oposición al constitucionalismo y su participación en la muerte del Presidente Francisco I. Madero le colocaron en una posición incómoda por lo cual le impidieron permanecer en México. En julio de 1914, el gobierno de Huerta colapsó y resignado como vicepresidente, huyó de México con Huerta.[cita requerida]
El 19 de agosto el General Blanquet regresó de ultramar, interviniendo en el proceso de desbandada de Huerta, derrotando al ejército federal. Comandaba el 29.º Batallón con 400 hombres, que anteriormente había tenido bajo su mando, pero había resentimiento en las tropas federales por falta de pago contra las tropas Carrancistas en Puebla. Blanquet capturó la ciudad y aprehendió a dos agentes Carrancistas, los hermanos Ramón y Rafael Cabrera, en su camino a Puebla para afirmar la autoridad del nuevo gobierno. Los federales capturaron a los hermanos Cabrera y les dispararon por orden de Blanquet. Los dos hermanos Cabrera sobrevivientes, Luis y Alfonso, vengarían sus muertes con una campaña de terror, matando a seis prisioneros federales. Blanquet escapó hacia el exilio a Cuba. En julio de 1914 salió huyendo de México, acompañando a Victoriano Huerta en el crucero alemán SMS Dresden hasta Jamaica. De ahí se dirigió a Cuba, donde permaneció hasta 1918.
Regresó a México para combatir a Carranza, siendo aliado de Félix Díaz, sobrino del Gral. Porfirio Díaz en Veracruz.

## Muerte
En marzo de 1919 Blanquet regresó de su exilio en Cuba, para apoyar la rebelión de Félix Díaz contra Carranza y con solo seis de sus seguidores se movió tierra adentro de la Costa del Golfo de México para reunirse con Félix Díaz, el 7 de abril de 1919, descubierto y perseguido por el general Guadalupe Sánchez, murió cuando su caballo cayó en la barranca de Chavaxtla ubicada en el municipio de Huatusco, Veracruz, el 15 de abril de 1919, a los pocos días después de haber iniciado su campaña contrarrevolucionaria. Los soldados carrancistas decapitaron su cadáver y se mandó su cabeza al Puerto de Veracruz, donde se exhibió por varios días, en los bajos del actual Hotel Prendes, a un costado del palacio municipal del Ayuntamiento instalado en el zócalo del puerto. El comandante del Ejército Constitucionalista General Guadalupe Sánchez mandó la cabeza de Blanquet para ser fotografiada.[cita requerida]